# Плесси-Барбюиз
Плесси́-Барбюи́з (фр. Plessis-Barbuise) — коммуна во Франции, находится в регионе Шампань — Арденны. Департамент — Об. Входит в состав кантона Вильнокс-ла-Гранд. Округ коммуны — Ножан-сюр-Сен.
Код INSEE коммуны — 10291.
Коммуна расположена приблизительно в 100 км к востоку от Парижа, в 75 км юго-западнее Шалон-ан-Шампани, в 50 км к северо-западу от Труа.

## Население
Население коммуны на 2008 год составляло 153 человека.
| 1962 | 1968 | 1975 | 1982 | 1990 | 1999 | 2008 |
| ---- | ---- | ---- | ---- | ---- | ---- | ---- |
| 107  | 116  | 101  | 100  | 94   | 125  | 153  |

## Экономика

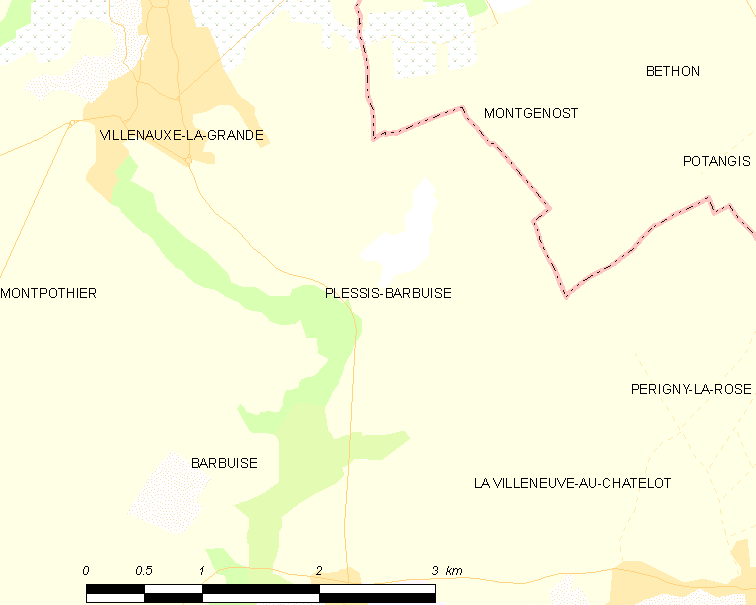
Карта коммуны

В 2007 году среди 90 человек в трудоспособном возрасте (15—64 лет) 64 были экономически активными, 26 — неактивными (показатель активности — 71,1 %, в 1999 году было 69,7 %). Из 64 активных работали 61 человек (31 мужчина и 30 женщин), безработных было 3 (3 мужчины и 0 женщин). Среди 26 неактивных 8 человек были учениками или студентами, 7 — пенсионерами, 11 были неактивными по другим причинам.

## Достопримечательности
- Приходская церковь Сен-Бартелеми. Построена в 1860 году на руинах старой церкви XII века[3]
- Замок Сельер
- Музей археологии и истории Поля Дубуа — Альфреда Бушера[4]